# Si 204 (航空機)
ジーベル Si 204
- 用途：軽輸送機
- 製造者：ジーベル（Siebel）
- 運用者：ドイツ空軍、フランス空軍、チェコスロバキア空軍
- 初飛行：1940年
- 生産数：1,216機

Si 204は、第二次世界大戦時にドイツのジーベル社が開発した輸送機/練習機である。アルグス411エンジンを搭載した双発機で、原型機は1941年に初飛行した。速度等の性能は平凡だったが、操縦性に優れ整備も容易だったため連絡機や機上作業練習機として広く利用された。第二次世界大戦中に約1200機生産されたが、終戦後もフランスのSNCAC社やチェコのアエロ社で生産された。

## 開発
Si 204はドイツ空軍向けの2名の乗員と8名の乗客が搭乗する小型旅客機として計画された。この全金属製の航空機の開発は1938年に始まった。通常の場合の契約者はドイツ航空省であるが、この開発はルフトハンザドイツ航空とハレ（Halle）のジーベル社の密接な協力で進められた。戦争開始後にSi 204は計器飛行用にコックピットを全面ガラス張りにした練習機に再設計された。
最初の試作機2機のみは従来のコックピットを備えた旅客機として出荷された。最初の試作機の初飛行は1940年9月以前、恐らく1940年5月25日に行われ、2番目の試作機は1941年2月前に初飛行を行った。3番目の試作機は計器飛行用の練習機に再設計されたため初飛行は1941年末か1942年初頭以降にずれ込んだ。
当時のジーベル社はユンカース Ju 88のライセンス生産を行っていたためハレ工場では僅か15機のSi 204のみが生産され、1942年4月から1943年11月までフランスのSNCAN社で旅客機型のA-1と前量産型のA-0が生産された。チェコ保護領のČKD/BMM社では1943年1月に最初の計器飛行練習機のD-0が製造され、続いて44機のD-0型が生産された。D-1型の生産は1943年3月に同じくチェコ保護領内のアエロ社で、BMWでは1943年6月か7月に始まった。1943年8月にはSNCAN社も最初のD-1型を出荷した。
D-3型の生産は1944年10月にアエロ社で始まった。D-3型は主翼が木製で尾翼が木製と金属製の混合であった。フランスでのD-1型の生産は連合国軍の侵攻により1944年8月に終了した。1944年10月までに合計168機のSi 204がSNCAN社とBMWで生産され、その後は両社共にSi 204の補修用部品の製造へ切り替えられた。アエロ社は1945年3月までD-1型を合計486機製造しその後はD-3型のみを製造することが予定されていたが、1945年1月まで541機が完成しただけであった。Si 204の総生産数は試作機を含めて合計1,216機であった。
1945年1月31日までのSi 204の生産数:
| 型     | ジーベル | SNCAN | BMM/ČKD | アエロ | 合計  |
| ------ | -------- | ----- | ------- | ------ | ----- |
| 試作機 | 15       |       |         |        | 15    |
| A-0    |          | 30    |         |        | 30    |
| A-1    |          | 85    |         |        | 85    |
| D-0    |          |       | 45      |        | 45    |
| D-1    |          | 53    | 447     | 477    | 977   |
| D-3    |          |       |         | 64     | 64    |
| 合計   | 15       | 168   | 492     | 541    | 1.216 |

出典：Federal Archive/Military Archive Freiburg and from Lufthansa-Archive, Cologne
戦後、Si 204の生産はチェコスロバキアとフランスで続けられた。チェコスロバキアではアエロ社が179機のSi 204、軍用練習機型のアエロ C-3AとC-3B（後に爆撃手用練習機）、旅客機型のC-103と軍用輸送機型のアエロ D-44を1949年まで生産した。フランスでは"アエロセントレ"としても知られるSNCAC社が240機の輸送機型のNC-701マルティネと多数の（110機?）旅客機型のNC-702マルティネを生産した。NC-701は3枚ブレードのプロペラと440 kW (590 hp)のルノー 125-00エンジンを装備していることで判別できた。NC-702は機種を改装していた。

## 運用の歴史
Si 204 Dは主にBとC飛行学校（高等訓練飛行学校）とFÜG 1（ドイツ空軍の機体搬送飛行隊）で恐らく戦闘部隊に航空機を届ける搬送パイロットを乗せて帰るタクシー機として使用された。計器飛行学校での使用は稀で、通信学校で使用された形跡は無い。Si 204 Aは主に連絡飛行隊（communications squadrons）や高級将校の輸送に使用されたが、飛行学校でも使用された。
1944年7月に5機のSi 204が夜間戦闘用機への改装が予定されたが、それ以上は割り当てられなかった。これらの機体は恐らくSi 204 E-0の前量産機型を意図して改装された。しかし、これらが実戦で使用された証拠は残っていない。
ルフトハンザドイツ航空は少なくとも4機のSi 204を受領し、最初の試作機D-AEFRは1941年3月から5月にかけてルフトハンザ・プラハ（Lufthansa Prague）で評価を受けた。1942年春から1943年春にかけて2番目の試作機D-ASGUが貨物輸送機として定期航空路で使用された。
Si 204は西部戦線で撃墜された最後の航空機であると考えられている。1945年5月8日午後8時にアメリカ第9空軍／第474戦闘グループのK.L. スミス（K.L. Smith）少尉の操縦するP-38 ライトニングがバイエルン州のローダッハ（Rodach）南東3マイルの地点で1機のSi 204を撃墜した。
戦争末期に1機のSi 204 Dがベルリンのテンペルホーフ空港（“ライン“と命名）に残されていた。この機はオーストリアのエンスに飛来し、ここで連合国軍に鹵獲された。ソビエト連邦に鹵獲されたSi 204はアエロフロートやTsAGIを含む組織で様々な役割に使用されたが、自国の航空機産業が再建されると早々と全機が退役した。

## Si 204の試作機
| 号機 | エンジン | 用途                                 | 初飛行         | Fate                                        |
| ---- | -------- | ------------------------------------ | -------------- | ------------------------------------------- |
| V1   | As 410   | 旅客機型の試作機。登録記号 D-AEFR    | 1940年?5月25日 | 1942年11月の記録無し。廃棄処分?             |
| V2   | As 410   | 旅客機型の試作機。登録記号 D-ASGU    | 1941年2月以前  | 1944年2月26日、レヒリンのテスト基地で墜落。 |
| V3   | As 410   | 機上練習機型の試作機。               | 1942年2月以前  | 1942年6月1日、レヒリンのテスト基地で墜落。  |
| V4   | As 411   | 機上練習機型の試作機。登録記号 KM+GB | 1942年11月以前 |                                             |
| V5   |          | 強度試験用                           |                |                                             |
| V6   | As 410   | As 410エンジンの評価用               | 1942年12月     |                                             |
| V7   | As 410   | 気象観測機                           |                |                                             |
| V8   | As 410   | 飛行全般の評価用                     |                |                                             |
| V9   | As 410   | 飛行全般の評価用                     |                | 1943年6月30日、C-16 Burgの飛行学校で墜落。  |
| V10  | As 410   | 飛行全般の評価用                     |                |                                             |
| V11  | As 410   | 飛行全般の評価用                     |                |                                             |
| V12  | As 410   | 飛行全般の評価用                     |                | 1944年3月13日、レヒリンのテスト基地で墜落。 |
| V13  | As 410   | 飛行全般の評価用                     |                |                                             |
| V14  | As 411   | D-2の試作機                          |                |                                             |
| V15  | As 411   | As 411エンジンの評価用               |                |                                             |

## 運用

### 軍事運用
チェコスロバキア
チェコスロバキア空軍：元ドイツ空軍のSi 204と共に戦後チェコスロバキアで生産されたアエロ C-3を運用。
 フランス
フランス空軍：元ドイツ空軍のSi 204と共に戦後フランスで生産されたNC-701を運用。
 ドイツ国
ドイツ空軍
 ポーランド
ポーランド空軍：1949-1955年に空中撮影用に6機のNC-701を運用。（LOTポーランド航空から受領）
 ソビエト連邦
ソビエト連邦空軍：鹵獲したSi 204数機を運用。
 スウェーデン
スウェーデン空軍：フランスから購入したNC-701を運用。

### 民間運用
チェコスロバキア
ČSA：(戦後 - アエロ C-103)
 ドイツ国
ルフトハンザドイツ航空：少なくとも4機を運用。
 ポーランド
LOTポーランド航空：空中撮影用に6機のNC-701をフランスから購入し、1947-1948年に運用。（登録記号： SP-LFA から LFFまで）
 ソビエト連邦
アエロフロートが戦後に鹵獲した数機のSi 204を輸送用に使用。

## スペック
- 全長： 11.90 m
- 全幅： 21.33 m
- 全高： 4.25 m
- 翼面積： 46 m2
- 空虚重量： 3,950 kg
- 全備重量： 5,600 kg

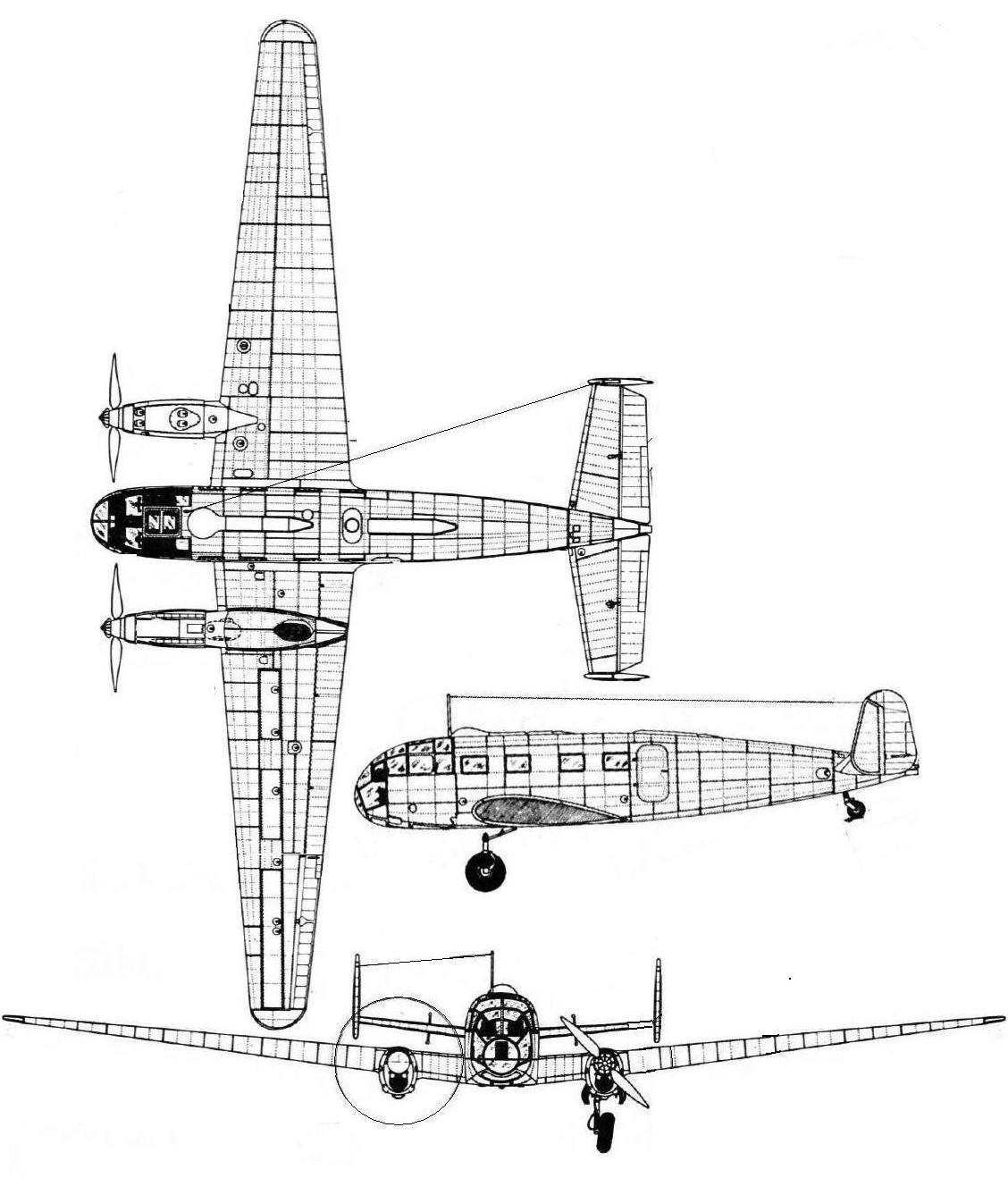
3面図

- エンジン： アルグス As 411A-1 空冷 592 hp × 2
- 最大速度： 364 km/h
- 航続距離： 1,400 km
- 巡航高度： 6,400 m
- 上昇率： 360 m/分
- 武装
- 乗員： 2名
- 搭載量： 8名 又は1,650 kgの貨物